# Asturias, Patria querida

Wapen van Asturia

Asturias, Patria querida (Asturië, geliefde land) is het volkslied van de Spaanse autonome gemeenschap Asturië. Het volkslied werd ingesteld op 27 april 1984. Het werd gecomponeerd door de Cubaan Ignacio Piñeiro. Hij schreef het ter ere van zijn vader die uit Asturië kwam. Het volkslied wordt ten gehore gebracht bij plechtige gelegenheden van de overheid van Asturië en bij culturele presentaties van het vorstendom.
De tekst van het Asturische volkslied, in het Asturisch:
Asturies, patria querida,
Asturies, de mios amores
¡Ai, quién tuviera n' Asturies
en toes les ocasiones!
Tengo de subir al árbol,
tengo de coyer la flor
y dayla a la mio morena,
que la ponga nel balcón.
Que la ponga nel balcón
que la dexe de poner,
tengo de subir al árbol
y la flor tengo coyer.